# Яків II (король Кіпру)
Жак II, також Яків II (фр. Jacques II; бл. 1438/1440 — 10 липня 1473) — король Єрусалиму, Кіпру та Кілікійської Вірменії (реально правив лише Кіпром).

## Біографія
Був незаконнонародженим сином короля Жана II. 1456 року батько призначив 15-річного Жака архієпископом Нікосії, що видається доволі дивним, оскільки 10 травня 1456 року в Римі архієпископом Нікосії був призначений Ісидор Солунський, який зберігав сан до 27 квітня 1463 року. Ймовірно, батько надав Жаку архієпископство Нікосійське «in commenda», тобто, в управління з метою отримання прибутку від єпархіальних володінь, що було непрямим визнанням королем свого незаконнонародженого сина.
1457 року після вбивства королівського камергера Якопо Уррі причетний до цього Жак був змушений тікати на Родос.
1458 року помер король Іоанн II, а королевою Кіпру стала зведена сестра Жака Шарлотта. 1460 року Жак за підтримки мамлюцького султана Інала оскаржив її право на трон, на три роки взявши в облогу Шарлотту та її чоловіка в Кіренійському замку. Коли 1463 року Шарлотта втекла до Рима, Жак був коронований, ставши королем Жаком (Яковом) II.
20 липня 1468 року в Венеції, виходячи з політичних міркувань, Жак II заочно одружився з 14-річною Катериною Корнаро. Наречена прибула до Фамагусти лише в жовтні чи в листопаді 1472 року, тоді ж було проведено шлюбну церемонію. Жак помер за кілька місяців, що викликало підозри в тому, що його могли отруїти агенти Венеції, можливо, дядько Катерини. Відповідно до заповіту, Катерина, яка щойно народила сина, стала регенткою. Спадкоємець Жак (Яків) III помер за загадкових обставин 1474 року, після чого Катерина залишилась правителькою Кіпрського королівства.

## Родина
- Дружина від 10 червня 1468 року Катерина Корнаро (1454 — 10 липня 1510), королева Кіпру, титулярна королева Єрусалиму та Кілікійської Вірменії, дочка Марка Корнаро, венеційського патриція, та Фіоренци Кріспо з Наксоса. Від того шлюбу народився син:
  - Жак (Яків) (6 липня 1473 — 26 серпня 1474), король Кіпру.
- Окрім того, король Яків II мав чотирьох позашлюбних дітей[5]:
  - Янус (Євгеній) (пом. після 8 травня 1536), барон ді Баччарі; був одружений з Паолою Маццарою Сицилійською;
  - Жан (Янус) (пом. 29 листопада 1552); 1-ша дружина: від 1504 року з родини де Торо; 2-а дружина: від 1547 року Віржинія Козаца де Дучі ді Сан Сава;
  - Шарлотта (пом. 23 березня 1468); чоловік: від 1463 року Сор де Нав, конетабль Кіпру;
  - Шарла (1468—1480), була одружена чи заручена з Альфонсо (1460—1510), бастардом Арагонським.